# Жанна I де Пент’євр
Жанна I Кульгава (*Jeanne la Boiteuse, бл. 1324 — 10 вересня 1384) — герцогиня Бретані у 1341—1365 роках.

## Життєпис

### Молоді роки
Походила з роду Дрьо. Донька Гі, графа Пентв'єра (другого сина Артура II, герцога Бретані), та Жанни д'Авогур, графині Голло. Народилася близько 1324 року. 1331 року після смерті батька стає графинею Пентв'єру та віконтесою Лімож.
4 червня 1337 Жанна вийшла заміж за графа Карла Шатільона, графа Блуа, небожа французького короля Філіпа VI. Шлюбна церемонія відбулася в Парижі.

### Боротьба за Бретань
У 1341 році після смерті свого вуйка герцога Жана III Доброго Жанна де Пент'євр оголосила себе герцогинею Бретані, спираючись на старовинне бретонське право. Її підтримала значна частина баронів. Проте виявився інший претендент — її інший дядько Жан де Монфор. Він запропонував компроміс — розділ герцогства, за яким Жанні відходила північна частина. Проте вона і її чоловік відкинули угоду.
Почалася Війна за бретонську спадщину, в ході якої 1345 року Жан де Монфор помер. Проте спроба Жанни повністю захопити Бретань наштовхнулася на організований спротив удови Монфора — Жанни Фландрської та його сина Жана V. Разом з тим чоловікові Жанни на деякий час вдалося захопити центральні області Бретані.
У 1347 році чоловік Жанни потрапив у полон до англійців, що підтримували суперників Жанни I. Остання енергійно продовжила боротьбу з суперниками, які вимушені були перебратися до Англії. До 1352 року Жанні вдалося взяти від владу практично усе герцогство, окрім портів Брест і Ванн. Ця ситуація змусила Едуарда III у 1353 році підписати Вестмінстерську угоду, за яким англійський король визнав Карла де Блуа герцогом. Проте невдовзі її було анульовано. Разом з тим до 1356 року Жанна I фактично керувала майже усією Бретанью.
Після повернення чоловіка з полону за викуп у 1356 році союзники подружжя — французи — зазнали тяжкої поразки від англійців у битві при Пуатьє. Цим намагався скористатися претендент Жан V, який висадився у Бретані й спробував захопити Ренн, але чоловікові Жанни вдалося захистити столицю Бретані.
У 1362 році Жанна не дозволила Карлу де Блуа укласти договір з Жаном V щодо розділу герцогства, спонукавши продовжити війну. Карл де Блуа в 1364 році був убитий в битві при Орає. За Першою Герандською угодою 1365 року Жанна була змушена відмовитися від своїх претензій, довічно зберігши за собою титул бретонської герцогині, отримавши значну пенсію (виплата тривала до 1372 року) та графство Пентв'єр і сеньйорія Авогур.

### Подальша діяльність
У 1369 році дю Геклен відвоював у англійців віконтство Лімож і Жанна принесла за нього васальну присягу французькому королю Карлу V. 1371 року її володіння були підтверджено спеціальним патентом короля Франції.
В 1379 році бретонський герцог Жан V відправився на заслання до Англії, і Карл V мав намір захопити Бретань. Жанна знову нагадала про свої права і підтримала бретонців, які домоглися повернення герцога.
Після смерті Карла V 15 січня 1381 року Жанна підписала Другий Герандський договір, згідно з яким вона отримувала велику грошову ренту і за її спадкоємцями закріплювалися права на Бретань, якщо у герцога Жана V не буде дітей.
Померла у 1384 році.

## Родина
Чоловік — Карл I Шатільойн, граф Блуа.
Діти:
- Маргарита (1340—1354), дружина Карла де ла Серди
- Марія (1340—1404), дружина Людовика I, герцога Анжуйського
- Жан (1345—1404), граф Блуа
- Гі (1347—1385)
- Генріх (1356—1400)
- Карл (д/н—бл.1364)